# Chris & Moira
Chris & Moira was een Maltees muziekduo.

## Biografie
Het duo bestond uit Christopher Scicluna en Moira Stafrace. Ze zijn vooral bekend vanwege hun deelname aan het Eurovisiesongfestival 1994. Met More than love eindigden ze op de vijfde plaats. Vijf jaar later stonden ze als achtergrondzangeressen op het podium tijdens het optreden van Times Three op het Eurovisiesongfestival 1999, een groep waarin Moira's zus zat. Het nummer Believe 'n peace was ook door het duo geschreven.
1971: Joe Grech · 
1972: Helen & Joseph · 
1975: Renato · 
1991: Paul Giordimaina & Georgina · 
1992: Mary Spiteri · 
1993: William Mangion · 
1994: Chris & Moira · 
1995: Mike Spiteri · 
1996: Miriam Christine · 
1997: Debbie Scerri · 
1998: Chiara · 
1999: Times Three · 
2000: Claudette Pace · 
2001: Fabrizio Faniello · 
2002: Ira Losco · 
2003: Lynn Chircop · 
2004: Julie & Ludwig · 
2005: Chiara · 
2006: Fabrizio Faniello · 
2007: Olivia Lewis · 
2008: Morena · 
2009: Chiara · 
2010: Thea Garrett · 
2011: Glen Vella · 
2012: Kurt Calleja · 
2013: Gianluca Bezzina · 
2014: Firelight · 
2015: Amber · 
2016: Ira Losco · 
2017: Claudia Faniello · 
2018: Christabelle · 
2019: Michela · 
2021: Destiny Chukunyere · 
2022: Emma Muscat · 
2023: The Busker · 
2024: Sarah Bonnici · 
2025: Miriana Conte